# バニョーロ・サン・ヴィート
バニョーロ・サン・ヴィート（伊: Bagnolo San Vito）は、イタリア共和国ロンバルディア州マントヴァ県にある、人口約5,700人の基礎自治体（コムーネ）。

## 地理

### 位置・広がり

#### 隣接コムーネ
隣接するコムーネは以下の通り。
- ボルゴ・ヴィルジーリオ
- マントヴァ
- ロンコフェッラーロ
- サン・ベネデット・ポー
- ススティネンテ

### 気候分類・地震分類
気候分類では、zona E, 2388 GGに分類される。
また、イタリアの地震リスク階級 (it) では、zona 3 (sismicità bassa) に分類される。

## 行政

### 分離集落
バニョーロ・サン・ヴィートには、以下の分離集落（フラツィオーネ）がある。
- Campione, Correggio Micheli, San Biagio, San Giacomo Po, San Nicolò Po

## 主な出身者
- レアルコ・グエッラ （自転車ロードレース選手）